# Новая Деревня (Миллеровский район)
Но́вая Дере́вня (3-е отделение)— хутор в Миллеровском районе Ростовской области. Входит в состав Туриловского сельского поселения.

## География
Хутор расположен в 12 км от посёлка Туриловка.

### Улицы
- ул. Милькевича,
- ул. Молодёжная,
- ул. Прудовая,
- ул. Садовая,
- ул. Хлеборобная,
- ул. Центральная.

## История
По данным на 1 сентября 1959 года хутор Новая Деревня числился в составе Туриловского сельсовета Мальчевского района.

## Население
| 2010 |
| ---- |
| 188  |